# Siwoniowski
Siwoniowski (760 m n.p.m.) – niewybitny szczyt, wyraźne wypiętrzenie w grzbiecie, odchodzącym w Trojakach od głównego grzbietu wododziałowego Karpat w kierunku zachodnim i ograniczającym od południa dolinę Krężelki, ok. 1 km na zachód od wspomnianych Trojaków. W regionalizacji fizycznogeograficznej Polski według Jerzego Kondrackiego Siwoniowski znajduje się w Beskidzie Śląskim, w nowej regionalizacji na Międzygórzu Jabłonkowsko-Koniakowskim.
Nazwa szczytu jest wytworem współczesnej kartografii. Została ona przeniesiona z pokrywających jego stoki łąk i pastwisk. Grzbietem przez szczyt Siwoniowskiego biegnie granica państwowa między Polską a Słowacją. Polskie stoki należą do wsi Koniaków w województwie śląskim, w powiecie cieszyńskim w gminie Istebna. Ich górna część jest bezleśna – jest na niej polana z osiedlem Siwoniowski. Mieszkańcy wsi Jaworzynka wybudowali tu szałas i zaczęli wypasać stoki Siwoniowskiego po tym, jak władze austriackie odebrały im szałasy na terenie Wisły. Jeszcze przed końcem IX wieku szałas zniknął. Na stałe jako pierwszy osiedlił się tu komornik z Istebnej o nazwisku Kohut.